# Aina Sastre
Aina Sastre (Cerdanyola del Vallès, 1982) és una escriptora catalana. És llicenciada en Comunicació Audiovisual per la Universitat de Barcelona i s'ha format en diferents àmbits de l'educació.
Ha dut a terme videoclips i curtmetratges amb joves i nens de diferents edats. Entre d'altres projectes, va escriure i dirigir la pel·lícula infantil Els nens de Can Cots.
Aina Sastre ha guanyat la catorzena edició del premi Barcanova 2015 de literatura juvenil amb Quan arriba el moment, una novel·la que té un rerefons de fantasia i parla sobre els problemes del món dels adolescents. L'obra, que combina la fantasia amb la realitat, narra la història de la Lili, una jove que descobreix en els seus orígens una història de bruixes.
L'any 2018 ha participat com a autora d'un relat en el recull Contacontes per adults, iniciativa de la Comissió de Festes de Sant Martí de Cerdanyola. L'any 2019 ha tornat a participar en la iniciativa com a autora del pròleg.